# Brazylijski Katolicki Kościół Apostolski
Brazylijski Katolicki Kościół Apostolski (ICAB – Igreja Católica Apostólica Brasileira) powołujący się na tradycję katolicką kościół założony w Brazylii w 1945 roku przez rzymskokatolickiego biskupa Carlos Duarte Costa.
Obecnie liczy 48 diecezji.

## Historia
Przyczyną schizmy był sprzeciw biskupa Botucato Carlosa Duarte Costa wobec polityki Watykanu i zasad obowiązujących w Kościele katolickim. Już w 1934 roku z powodu niestosowania się do instrukcji nuncjatury apostolskiej został przesunięty na stanowisko biskupa bez diecezji. W lipcu 1945 roku został ekskomunikowany z powodu głoszonych w prasie poglądów na temat wspierania nazistów przez administrację watykańską, potrzeby akceptacji rozwodów, zniesienia celibatu i wybierania biskupów przez wiernych.  

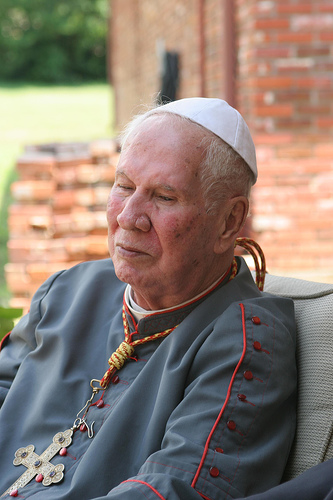
Luis Fernando Castillo Mendez, zwierzchnik w latach 1961–2009

18 sierpnia 1945 Costa ogłosił powstanie Brazylijskiego Katolickiego Kościoła Apostolskiego. W 1949 władze brazylijskie zamknęły kościoły ICAB. Otworzono je ponownie po wymuszeniu zgody kościoła na opracowanie własnej liturgii i noszenia przez księży szarych habitów (dla odróżnienia od księży rzymskokatolickich).
Costa zniósł celibat i zezwolił na rozwody, nakazał też księżom mieszkać i pracować pośród ludzi.
Krótko po założeniu kościoła Costa wyświęcił dwóch nowych biskupów: Salomão Barbosa Ferraza (15 sierpnia 1945), i Wenezuelczyka Luisa Fernando Castillo Mendeza (3 maja 1948). Zaczęli oni zakładać komórki kościoła w innych krajach Ameryki Łacińskiej. Biskup Ferraz przeszedł w 1958 do Kościoła rzymskokatolickiego. Wielu innych biskupów także powróciło do Kościoła Rzymskiego, kilku z nich objęło urzędy biskupów pomocniczych (m.in. w Madrycie).
Costa zmarł w 1961 roku. Przywództwo nad kościołem objął po nim wyświęcony przez niego Luis Fernando Castillo Mendez. W 1988 Mendez przyjął tytuł patriarchy.

## Zwierzchnicy Brazylijskiego Katolickiego Kościoła Apostolskiego
- 1945–1961 - Carlos Duarte Costa
- 1961–2009 - Luis Fernando Castillo Mendez
- 2009–teraz - Josivaldo Pereira de Oliveira